# Campina da Lagoa
Campina da Lagoa är en kommun i Brasilien.   Den ligger i delstaten Paraná, i den södra delen av landet, 1 100 km sydväst om huvudstaden Brasília. Antalet invånare är 15 393.
Omgivningarna runt Campina da Lagoa är huvudsakligen savann. Runt Campina da Lagoa är det glesbefolkat, med 15 invånare per kvadratkilometer.